# Jay Presson Allen
Jay Presson Allen (nata Jacqueline Presson; San Angelo, 3 marzo 1922 – Manhattan, 1º maggio 2006) è stata una sceneggiatrice e drammaturga statunitense.

## Biografia
Ottenne una candidatura all'Oscar alla migliore sceneggiatura non originale e al Golden Globe per la migliore sceneggiatura per Cabaret (1972) e una candidatura all'Oscar alla migliore sceneggiatura non originale per Il principe della città (1980).

## Filmografia parziale
- Tra moglie e marito (Wives and Lovers), regia di John Rich (1963)
- Marnie, regia di Alfred Hitchcock (1964)
- La strana voglia di Jean (The Prime of Miss Jean Brodie), regia di Ronald Neame (1969)
- Cabaret, regia di Bob Fosse (1972)
- In viaggio con la zia (Travels with My Aunt), regia di George Cukor (1972)
- La signora a 40 carati (40 Carats), regia di Milton Katselas (1973)
- Funny Lady, regia di Herbert Ross (1975)
- Dimmi quello che vuoi (Just Tell Me What You Want), regia di Sidney Lumet (1980)
- Il principe della città (Prince of the City), regia di Sidney Lumet (1981)
- Trappola 
mortale (Deathtrap), regia di Sidney Lumet (1982)